# Give a Glimpse of What Yer Not
| Recensione | Giudizio |
| ---------- | -------- |
| AllMusic   | [ 1 ]    |

Give a Glimpse of What Yer Not è l'undicesimo album in studio del gruppo statunitense Dinosaur Jr., pubblicato il 5 agosto 2016 dall'etichetta discografica Jagjaguwar.

## Tracce
Testi e musiche di J Mascis, eccetto dove indicato.
1. Goin Down – 4:02
2. Tiny – 3:12
3. Be a Part – 4:37
4. I Told Everyone – 3:40
5. Love Is... – 3:40 (Lou Barlow)
6. Good to Know – 3:27
7. I Walk for Miles – 5:34
8. Lost All Day – 5:06
9. Knocked Around – 4:47
10. Mirror – 4:17
11. Left/Right – 3:51 (Lou Barlow)

## Formazione
- J Mascis – chitarra, basso (traccia 11), voce
- Lou Barlow – basso, chitarra (traccia 11), synth, voce
- Murph – batteria